# 寺田吉道
寺田 吉道（てらだ よしみち、1965年〈昭和40年〉12月12日 - ）は、日本の運輸・国土交通官僚。
鉄道建設・運輸施設整備支援機構副理事長、国土交通省大臣官房公共交通・物流政策審議官、新潟県副知事などを歴任。

## 来歴
岐阜県岐阜市出身。岐阜県立岐阜高等学校を経て、1989年（平成元年）、東京大学法学部を卒業。同年、運輸省に入省。
入省後、航空局管制保安部保安企画課長、同局交通管制部交通管制企画課長、観光庁観光産業課長、国土交通省大臣官房広報課長、自動車局旅客課長、新潟県副知事、国土交通省大臣官房審議官（総合政策局、鉄道局、観光庁担当）、鉄道局次長などを歴任。
2021年（令和3年）7月1日、国土交通省大臣官房公共交通・物流政策審議官に就任。在任中、同年6月15日に閣議決定された「総合物流施策大綱」の施策への取り組みに尽力した。
2022年（令和4年）6月27日、同日付で辞職。翌28日付で鉄道建設・運輸施設整備支援機構副理事長に就任。
2023年（令和5年）7月4日、国土交通省大臣官房長に就任。
2024年（令和6年）7月1日、国土交通審議官に就任。